# Риоха (винодельческий регион)

Риоха на карте аппелласьонов Испании

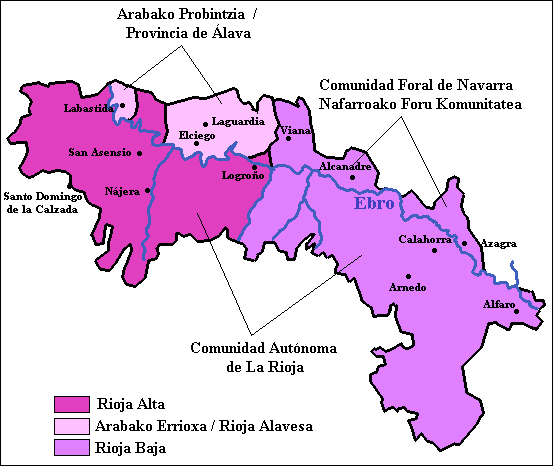
Зоны виноделия Риохи

Риоха (Rioja) — винодельческий регион (аппелласьон) высшей категории (DOC) на севере Испании, расположенный вдоль берегов реки Эбро в одноимённой провинции. Статус DOC впервые был присвоен в 1991 году именно винам Риохи. Среднегодовое производство вина Риоха составляет 269 миллионов литров (в 2020 году), из них 85 % красного вина, 15 % белого и розового вина. По состоянию на 2023 год это один из двух аппелласьонов высшей категории на территории Испании.

## История
Виноделие в Риохе восходит к античным временам. Виноградарством занимались ещё кельтиберы, жившие на этих землях до прихода римлян. Самое раннее письменное свидетельство виноделия в Риохе датируется 873 годом.
В Средние века производством вина занимались монастыри, расположенные на пути Святого Иакова. По данным официального сайта аппеллясьона первое упоминания вин Риохи в документах наваррских королей относится к 1102 году. К концу XIII века относятся первые документальные свидетельства о вывозе вина из Риохи в другие регионы.
В 1650 году был принят первый документ, регламентирующий качество местных вин. В 1790 году проведено первое собрание Королевского общества сборщиков урожая Риохи, в котором приняли участие 52 селения. На нём были предложены такие инициативы, как строительство и улучшение дорог и подъездов для увеличения производства вина.
В 1840-е годы эпидемия мучнистой росы заставила французских виноделов инвестировать в виноградники, расположенные в других странах. Первое винодельческое хозяйство современного типа в Риохе организовал в 1850 году будущий маркиз Мурьета. В 1868 году французский винодел Жан Пино закончил устройство для маркиза Рискаля современной винодельни, предусматривавшей выдержку вина во французских 225-литровых бочках, или барриках.
Когда французские виноградники были уничтожены филлоксерой, Риоха благодаря выдержке вина во французском дубе смогла оперативно заместить эту потерю. В «прекрасную эпоху» Риоха экспортировала во Францию до 13,2 млн галлонов вина ежегодно. Винный бум продолжался четыре десятилетия. Конец этому «золотому веку» наступил в 1902 году, когда филлоксера достигла и виноградников Риохи.
В 1925 году создан Регулирующий совет с целью разграничения производственных площадей, выдачи гарантии на вино и контроля использования названия «Риоха». В 2007 году разрешено использование в Риохе девяти сортов винограда в дополнение к семи, уже разрешенным с 1926 года. Они включают шесть автохтонных сортов и три иностранных сорта, в том числе распространённые по всему миру белые сорта Шардоне и Совиньон-блан.
В 2006 году испанский король Хуан Карлос открыл в посёлке Эльсьего ультрасовременное здание гостиницы при винодельне Marqués de Riscal, спроектированное знаменитым американским архитектором Фрэнком Гери.

## Географическое описание

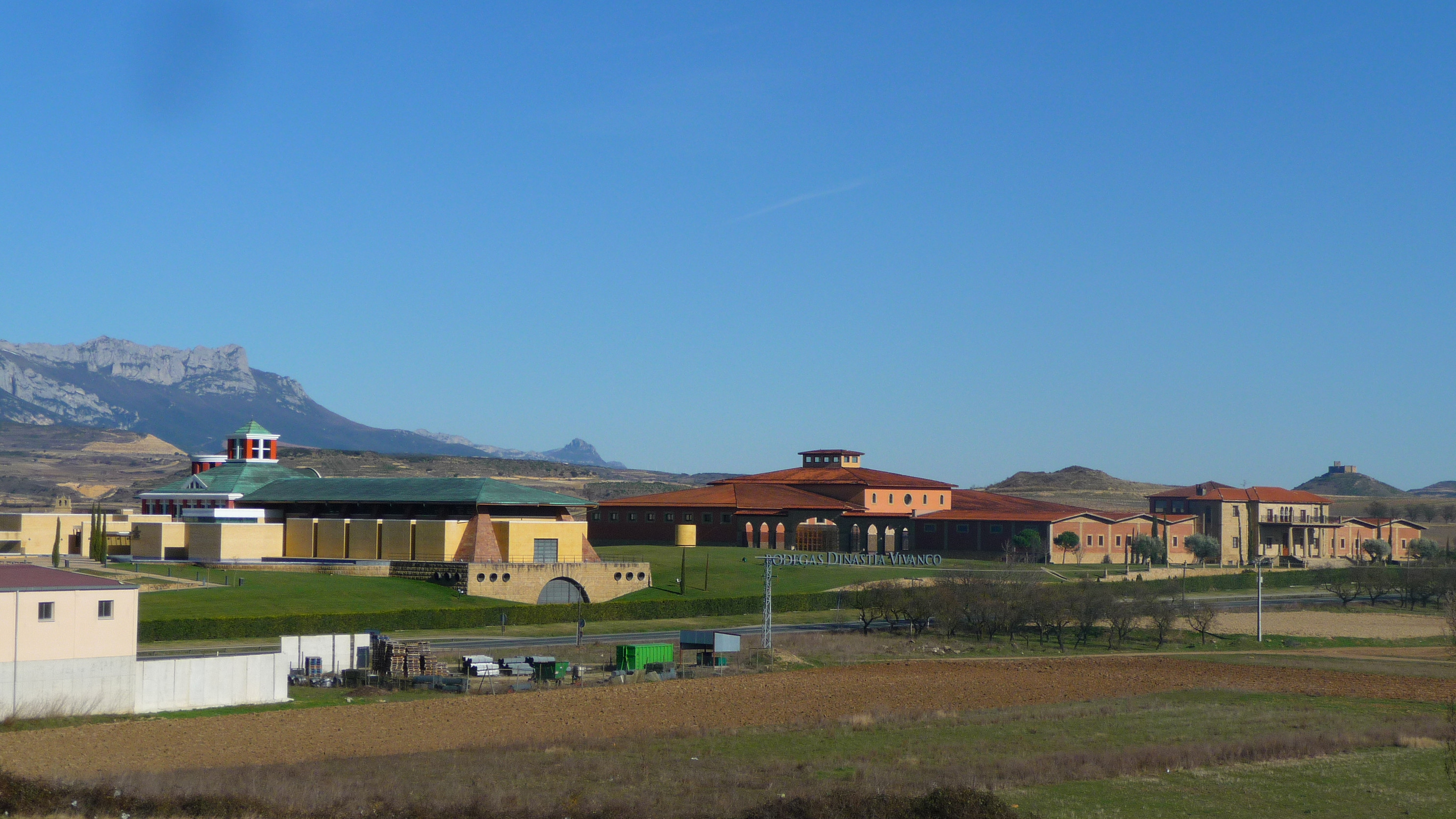
Современная винодельня в окрестностях Брионеса (Верхняя Риоха)

В состав DOCa Rioja входит около полутора сотен муниципиев трёх автономных сообществ:
- Наварра
- Риоха
- Страна Басков (провинция А́лава)

В соответствии с вариациями климата и почв Риоха подразделяется на три зоны:
- Rioja Alta (Верхняя Риоха), вина которой считаются лучшими в Риохе, располагается к западу от Логроньо — столицы автономного сообщества Риоха. Здесь преобладает влажный и прохладный атлантический климат, а почвы принадлежат к известково-глинистым, железисто-глинистым и аллювиальным типам.
- Rioja Alavesa (Риоха на территории провинции Алава), также характеризуется атлантическим климатом, но уже с влиянием относительно сухого и жаркого средиземноморского. Преобладающим типом почв являются известково-глинистые, расположенные на террасах в условиях пересечённого рельефа.
- Rioja Baja (Нижняя Риоха), расположена к юго-востоку от Логроньо, преобладает средиземноморский климат, относительно сухой и жаркий. Почвы здесь в основном аллювиальные и железисто-глинистые.

Плотность виноградников в соответствии с регламентом аппелласьона Rioja не должна быть менее 2850 и более 4000 лоз на гектар. При этом объём урожая ограничивается 65 и 90 центнерами с гектара для красных и белых сортов соответственно. Поскольку из каждого центнера винограда разрешается получать не более 70 литров вина, ограничение урожайности аппелласьона Rioja в гектолитрах с гектара составляет 45,5 для красных сортов и 63 — для белых.

## Сорта винограда
Риоха считается родиной винограда Темпранильо, которым засажены 75 % здешних виноградников. Для производства вин Риохи разрешены следующие сорта винограда:
|                                                                                 | Красные сорта                                                                   | Белые сорта                                                                                            |
| Предпочтительные сорта                                                          | Темпрани́льо                                                                     | Виу́ра                                                                                                  |
| Используются без ограничений                                                    | - Гарнача - Graciano (исп.) - Масуэло - Maturana                                | - Garnacha Blanca (исп.) - Мальвазия - Maturana Blanca (исп.) - Tempranillo Blanco (англ.) - Торронтес |
| Используются только для купажирования и при этом не должны преобладать в купаже | Используются только для купажирования и при этом не должны преобладать в купаже | - Шардоне - Совиньон блан - Вердехо                                                                    |

В красных винах, изготовленных из лущёного винограда, необходимо использовать не менее 95 % сортов Темпранильо, Гарнача Тинта, Грациано, Мазуэло и Матурана Тинта. В красных винах, изготовленных из цельного винограда, этот процент должен быть не менее 85 %.
В белых винах можно использовать только сорта винограда Виура, Гарнача бланка, Мальвазия, Матурана бланка, Темпранильо бланко и Туррунтес. Также можно использовать виноград сортов Шардоне, Совиньон Блан и Вердехо, если он не является преобладающим сортом в конечном продукте.
В розовых винах можно использовать минимум 25 % винограда сортов Темпранильо, Гарнача Тинта, Грациано, Мазуэло и Матурана Тинта. В случае использования сортов Шардоне, Совиньон Блан или Вердехо, они не должны быть преобладающими разновидностями в конечном продукте.

## Производство

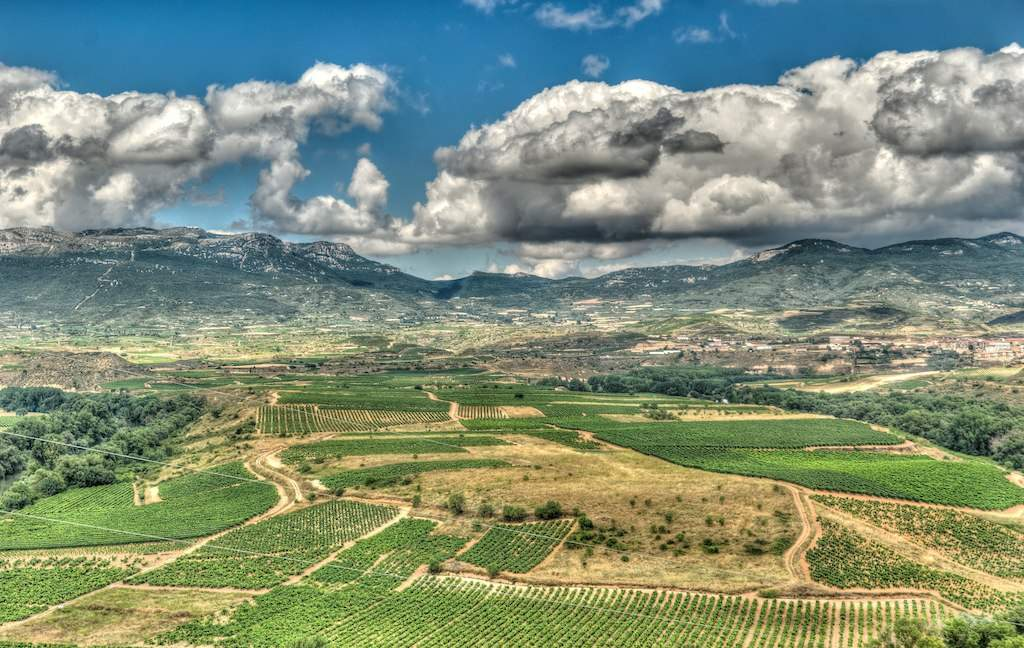
Виноградники Риохи

Производство Риохи осуществляется в 225-литровых дубовых бочках, где вино держат от 1 года до 3 лет, а затем в самой бутылке от 6 месяцев до 6 лет. В связи с дороговизной французского дуба разрешается выдержка в бочках из более дешёвого американского дуба (причём многие производители смешивают вина, выдержанные в бочках разного происхождения). В зависимости от того, как долго вино остается в бочке, оно классифицируется как:
Crianza.
В красных винах период выдержки в дубовых бочках и бутылках должен составлять минимум два календарных года. 1 октября каждого года начинается сбор урожая, за которым следует выдержка в бутылках. Минимальное время, которое вино должно оставаться в бочке — один год. Для белого и розового вина общее время такое же, как и для красного, но минимальное время выдержки составляет шесть месяцев.
Reserva.
Для красных вин период выдержки в дубовых бочках и в бутылках должен составлять минимум тридцать шесть месяцев, минимальный период времени в дубовых бочках — двенадцать месяцев.
В случае белого и розового вина общее время между выдержкой в дубовых бочках и бутылкой должно составлять минимум двадцать четыре месяца, с минимальным периодом выдержки в дубовых бочках шесть месяцев.
Gran Reserva.
В красных винах минимальное время выдержки в бочке должно составлять двадцать четыре месяца, за которым следует выдержка в бутылке в течение тридцати шести месяцев, также как минимум. Для белых и розовых: выдержка в дубовых бочках и бутылках в течение не менее 48 месяцев с минимальным периодом выдержки в дубовых бочках 6 месяцев.

## Образование
Университет Риохи преподаёт программу энологии на факультете пищевых исследований с 1996 года. Студенты университета завершают теоретическую подготовку трёхмесячной стажировкой на одной из виноделен Риохи и, благодаря оснащению научно-технологического комплекса экспериментальным погребом и комнатой сенсорного анализа, завершают цикл обучения от сбора урожая до розлива собственных вин.
Кроме того, в университете Риоха преподается докторская программа по энологии.

## Традиции
В день Святого Петра, отмечаемый в Испании 29 июня, в городе Аро проводится винный фестиваль, участники которого обливают друг друга красным вином.